# Akkerereprijs
De akkerereprijs (Veronica agrestis) is een eenjarige plant die behoort tot de weegbreefamilie (Plantaginaceae). De plant komt van nature voor in Europa en in Noordwest-Afrika.
De behaarde plant wordt 7-30 cm hoog en heeft liggende stengels. De bladeren zijn gekarteld.
De akkerereprijs bloeit van april tot de herfst met witachtig, blauwgeaderde, 5-8 mm brede, alleenstaande bloemen, waarvan de bovenste slip blauw, soms roze, is. De stompe, zwak behaarde kelkslippen zijn eirond tot langwerpig. De randen van de kelkslippen bedekken elkaar onder de vrucht niet. De vruchtlobben zijn omhoog gericht.
De vrucht is een omgekeerd-hartvormige doosvrucht en is bezet met ongeveer evenlange klierharen. De vruchtstelen zijn meestal teruggebogen. De zaden hebben een mierenbroodje en worden daardoor verspreid door mieren.
De plant komt vooral voor op vochtig tot droog, voedselrijk akkerland.

## Namen in andere talen
- Duits: Acker-Ehrenpreis
- Engels: Green Field-speedwell
- Frans: Véronique agreste